# Atarba longitergata
Atarba longitergata är en tvåvingeart som beskrevs av Alexander 1945. Atarba longitergata ingår i släktet Atarba och familjen småharkrankar. Inga underarter finns listade i Catalogue of Life.